# 빅 레드 머신

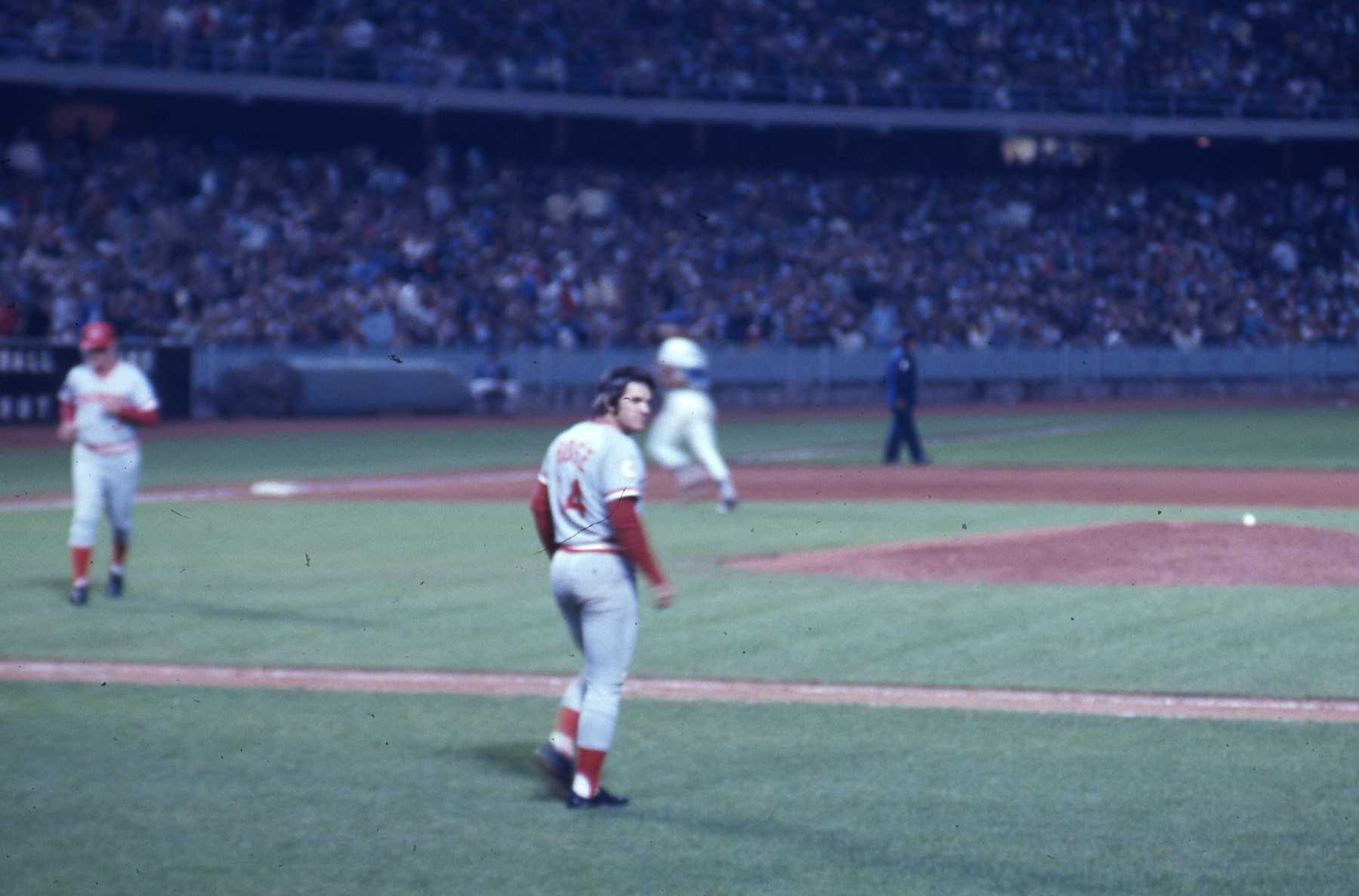
빅 레드 머신 시대에 사진이 찍힌 피트 로즈

빅 레드 머신(Big Red Machine)은 1970년부터 1979년까지 내셔널 리그를 석권했으며 야구 역사상 최고의 팀 중 하나로 널리 인정받은 신시내티 레즈(Cincinnati Reds) 야구팀의 별명이다.
팀은 내셔널 리그 서부 디비전 타이틀 6개, 내셔널 리그 페넌트 4개, 월드 시리즈 타이틀 2개를 획득했다. 1970년부터 1979년까지 시즌 평균 95승 이상, 통산 953승 657패를 기록했다.
레즈팀의 핵심은 1981년 메이저리그 최고 기록을 세웠으나 보위 쿤의 선수 파업으로 인한 스플릿 시즌 플레이오프 형식 때문에 포스트시즌에 진출하지 못했다.